# Messias António Bumba

Dr. Messias António Bumba, Professor e cientista angolano especializado em Engenharia Aeronáutica. Ele é um dos principais impulsionadores da Indústria Aeronáutica de Angola e tem contribuído para a capacitação de profissionais na área.

Messias António Bumba é um professor e cientista angolano, especializado em Engenharia Aeronáutica, com uma grande atuação nos setores de transportes e logística, especialmente na aviação civil.

## Formação académica
Possui licenciatura em Ciências de Transporte e Logística pela Universidade Camilo José Cela, mestrado em Direção e Administração de Empresas pela Universidade Camilo José Cela e em Ciências Políticas pela  Universidade Complutense de Madrid, e dotoramento em Engenharia Aeronáutica pela Cambridge International University.

## Carreira profissional
Bumba trabalhou na UPS em Madrid e foi coordenador do curso de Gestão Bancária e Seguros no Instituto Superior Politécnico Internacional de Angola. Atuou como chefe do Departamento de Ciências Aeronáuticas da Universidade de Luanda, consultor do Secretário de Estado da Aviação Civil, Marítimo e Portuário, e coordenador da Comissão Científica do IGEST. Atualmente, é professor e orientador na Universidade de Luanda - IPGEST.

## Publicações
- Aeródromos, Engenharia Aeronáutica & Gestão Aeroportuária (2019)[3]

## Prémios e reconhecimentos
- "Prémio Nacional de Ciência" (2024), concedido pelo Ministério do Ensino Superior, Ciência, Tecnologia e Inovação de Angola[4]

- Membro da Sociedade Portuguesa de Materiais da Universidade da Beira Interior (desde 2016).
- Membro do Instituto de Transporte e Logística de Madrid (desde 2017).
- Membro da AEAC (desde 2023).
- Membro do Aeroclube de Angola (desde 2024)